# Rookie Challenge
El Rookie Challenge és una competició celebrada durant l'All-Star Weekend de l'NBA. De 1994 a 1998 l'esdeveniment va ser conegut com a "Rookie Game", i es componia íntegrament per jugadors de primer any ("rookies"). Des de 2000, el partit presenta un equip de novençans (rookies) contra un altre de jugadors de segon any (sophomores).
Fa anys, la trobada incloïa un equip de rookies de la Conferència Est contra un altre de rookies de la Conferència Oest.

## Antics resultats
| Any  | Equip guanyador | Equip perdedor | Resultat     | MVP                |
| ---- | --------------- | -------------- | ------------ | ------------------ |
| 2015 | Team World      | Team USA       | 121 - 112    | Andrew Wiggins     |
| 2014 | Team Hill       | Team Webber    | 142 - 136    | Andre Drummond     |
| 2013 | Team Chuck      | Team Shaq      | 163 - 135    | Kenneth Faried     |
| 2012 | Team Chuck      | Team Shaq      | 146 - 133    | Kyrie Irving       |
| 2011 | Sophomores      | Rookies        | 140 - 148    | John Wall          |
| 2010 | Sophomores      | Rookies        | 128 - 140    | Tyreke Evans       |
| 2009 | Sophomores      | Rookies        | 122 - 116    | Kevin Durant       |
| 2008 | Sophomores      | Rookies        | 136 - 109    | Daniel Gibson      |
| 2007 | Sophomores      | Rookies        | 155 - 114    | David Lee          |
| 2006 | Sophomores      | Rookies        | 106 - 96     | Andre Iguodala     |
| 2005 | Sophomores      | Rookies        | 133 - 106    | Carmelo Anthony    |
| 2004 | Sophomores      | Rookies        | 142 - 118    | Amare Stoudemire   |
| 2003 | Sophomores      | Rookies        | 132 - 112    | Gilbert Arenas     |
| 2002 | Rookies         | Sophomores     | 103 - 97     | Jason Richardson   |
| 2001 | Sophomores      | Rookies        | 121 - 113    | Wally Szczerbiak   |
| 2000 | Rookies         | Sophomores     | 92 - 83 (OT) | Elton Brand        |
| 1998 | East            | West           | 85 - 80      | Zydrunas Ilgauskas |
| 1997 | East            | West           | 96 - 91      | Allen Iverson      |
| 1996 | East            | West           | 94 - 92      | Damon Stoudamire   |
| 1995 | White           | Green          | 83 - 79 (OT) | Eddie Jones        |
| 1994 | Phenoms         | Sensations     | 74 - 68      | Anfernee Hardaway  |